# Ermitaños de San Pablo
Los ermitaños de San Pablo fueron unos anacoretas del siglo XII que estaban colocados bajo la advocación de San Pablo, ermitaño.
Se llamaban también los Hermanos de la muerte por llevar un escapulario en el que figuraba una calavera. Seguían la severa regla de San Agustín y se dedicaban a la asistencia de los enfermos y cuidaban de los funerales. 
Hubo varias congregaciones de estos ermitaños en Hungría, Francia y Portugal. 